# Adrianu Mic
Adrianu Mic (węg. Kisadorján) – wieś w Rumunii, w okręgu Marusza, w gminie Gălești. W 2011 roku liczyła 60 mieszkańców.